# چاله‌سیاه
چاله سیاه، روستایی است از توابع بخش مرکزی شهرستان نور در استان مازندران ایران.

## جمعیت
این روستا در دهستان میان‌بند قرار دارد و براساس سرشماری مرکز آمار ایران در سال ۱۳۸۵، جمعیت آن ۹۲ نفر (۲۱خانوار) بوده‌است. مردم چاله سیاه از قومیت طبری هستند که ریشه آن به قوم آمارد و قوم تپوری می‌رسد. مردم چاله سیاه به زبان طبری (مازندرانی) و گویش کجوری سخن میگویند.